# USS Mount Whitney
La USS Mount Whitney (LCC/JCC 20) è una delle due navi comando forza anfibia di classe Blue Ridge della Marina militare degli Stati Uniti, nonché la nave ammiraglia della Sesta Flotta degli Stati Uniti di stanza nel Mar Mediterraneo.
La USS Mount Whitney ha anche la funzione di Afloat Command Platform (ACP) delle Naval Striking and Support Forces NATO (STRIKFORNATO).
Precedentemente era servita per anni come COMSTRIKFLTLANT (designazione NATO) della Seconda Flotta degli Stati Uniti.
È una delle poche navi militari in servizio attivo ad essere assegnata al Military Sealift Command (MSC).

## Storia
I lavori per la costruzione della USS Mount Whitney, classificata LCC 20, sono iniziati l'8 gennaio 1969 nel cantiere navale della Newport News Shipbuilding Co. di Newport News, in Virginia. È stata varata l'8 gennaio 1970 ed è entrata in servizio il 16 gennaio 1971.
Al momento della sua messa in servizio, la Mount Whitney si unì alla nave gemella Blue Ridge avendo la particolarità di trasportare le apparecchiature elettroniche più sofisticate del mondo, più della portaerei USS John F. Kennedy (CV 67). La Mount Whitney era dotata di una batteria principale di computer, apparecchiature di comunicazione e altre strutture elettroniche per svolgere la sua missione di nave comando. Anche un sistema di comunicazione estremamente raffinato era parte integrante del nuovo design radicale della nave. Con un pannello di connessione automatizzato e una matrice di commutazione controllata dal computer il suo equipaggio poteva utilizzare qualsiasi combinazione di apparecchiature di comunicazione desiderata.
Negli anni settanta le comunicazioni a lungo raggio della Marina militare degli Stati Uniti dipendevano fortemente dai sistemi radio ad alta frequenza mentre si sono evolute verso comunicazioni prevalentemente satellitari negli anni duemila.
Infattti le antenne a filo lungo e l'antenna direzionale yagi o logperiodica inizialmente installata sulla Mount Whitney e successivamente rimossa e sostituita con una serie di antenne per telecomunicazioni satellitari.

### Nome della nave
La nave prende il nome dal Mount Whitney, una vetta nella catena montuosa della Sierra Nevada, in California. Il Monte Whitney è la vetta più alta degli Stati Uniti d'America contigui, con un'altezza di 4.421 m.

## Caratteristiche
La Mount Whitney, dopo gli interventi del 2017, è la nave di comando, controllo, comunicazioni, computer, collaborazione e intelligence (C5I) più sofisticata mai messa in funzione. Incorpora vari elementi dell'equipaggiamento C5I più avanzato e dà al Joint Task Force Commander imbarcato la capacità di comandare efficacemente tutte le unità sotto il loro comando.
La Mount Whitney può trasmettere e ricevere grandi quantità di dati sicuri da e verso qualsiasi punto della Terra attraverso i canali di comunicazione HF, UHF, VHF e SHF (satellitare). Questa tecnologia elettronica consente al Joint Intelligence Center e al Joint Operations Center di raccogliere e riunire informazioni cruciali durante gli spostamenti.

## Operazioni
Dall'entrata in servizio nel 1971 e sino al 2005, la Mount Whitney è stata la nave ammiraglia del comando della Seconda Flotta degli Stati Uniti e del comando della Striking Fleet Atlantic.
Nel 1994 la Mount Whitney venne schierata ad Haiti con il tenente generale Hugh Shelton, comandante del XVIII Airborne Corps, al comando della Task force congiunta che condusse l'operazione Uphold Democracy.
Nel novembre 2002 la Mount Whitney è stata schierata a sostegno dell'Operazione Enduring Freedom - Corno d'Africa (OEF-HOA), come posto di comando iniziale per la Combined Joint Task Force - Horn of Africa (CJTF-HOA).
Durante lo schieramento, imbarcò componenti della 2nd Marine Division e della II Marine Expeditionary Force (II MEF), che hanno sede a Camp Lejeune, nella Carolina del Nord, sotto il comando del maggior generale John F. Sattler e del capitano Morton W. Kenyon.
Nel 2004 i marinai civili del Military Sealift Command (MSC) sono stati integrati nel suo equipaggio, in vista del successivo trasferimento alla Sesta Flotta: rimaneva una nave in forza alla Marina militare degli Stati Uniti, ma le dimensioni del suo equipaggio sono state ridotte da 576 militari a 143 tra ufficiali e marinai e 157 civili.
Nel febbraio 2005 la Mount Whitney venne inviata a Gaeta, al centro del Mar Mediterraneo, dove fu rinominata (LCC/JCC 20) e assunse l'incarico di nave ammiraglia della Sesta Flotta, dando il cambio alla USS La Salle. Assunse anche l'incarico di nave comando del Joint Command Lisbon e del Striking Force NATO.
Nell'agosto 2008 la Mount Whitney venne schierata nel Mar Nero a sostegno dell'operazione Assured Delivery per fornire aiuti umanitari alle persone colpite dalla guerra russo-georgiana, divenendo la prima nave della NATO a portare aiuti al porto georgiano di Poti.
Dal 19 marzo 2011 la Mount Whitney ha prestato servizio nel Mediterraneo come principale nave comando per l'applicazione della Risoluzione 1973 del Consiglio di sicurezza delle Nazioni Unite relativa al conflitto in Libia.
Era assegnata all'ammiraglio Samuel J. Locklear, che aveva il comando tattico della Task force congiunta Operazione Odyssey Dawn. La nave fungeva da nave di comando e controllo per il coinvolgimento degli Stati Uniti nella campagna della coalizione volta a imporre una no fly zone in Libia e impedire alle forze di Muʿammar Gheddafi di attaccare la roccaforte ribelle di Bengasi.
Nel gennaio 2015 la Mount Whitney è stata trasferita nel cantiere navale Viktor Lenac di Fiume, in Croazia, per lavori di manutenzione programmata al fine di prolungare la vita utile della nave sino al 2039.
Ulteriori lavori di ammodernamento sono stati compiuti nel 2017, ancora nel cantiere navale croato Viktor Lenac.
Il 1º marzo 2018, a bordo della Mount Whitney, ancorata nel porto di Napoli, è avvenuto il passaggio di consegne al vice ammiraglio Lisa Franchetti, nuovo comandante della Sesta Flotta e nuovo vice comandante delle Forze navali degli Stati Uniti Europa e Africa (NAVEUR-NAVAF), prima donna a ricoprire questi incarichi.
Nell'aprile 2022 la Mount Whitney ha assunto il comando della Combined Task Force 153 (CTF153), una coalizione internazionale per la sicurezza marittima nel Mar Rosso, nello stretto di Bab el-Mandeb e nel Golfo di Aden.
Nel maggio 2022 il giornale specializzato Stars and Stripes segnalava l'intenzione di trasferire il comando operativo della Sesta Flotta presso la struttura di Capodichino con la dismissione della Mount Whitney nel 2026. Tale operazione comporterà un risparmio stimato di circa 179,7 milioni di dollari.
Il 18 ottobre 2023 la Mount Whitney è stata inviata nel Mar Mediterraneo orientale, al largo delle coste di Israele, in conseguenza del conflitto Israele-Hamas, per coordinare l'attività della portaerei USS Dwight D. Eisenhower (CVN-69), della USS Bataan (LHD-5), della USS Mesa Verde (LPD-19) e della USS Carter Hall (LSD-50), che trasportano il 26th Marine Expeditionary Unit, aggiungendosi al gruppo d'attacco della portaerei USS Gerald R. Ford (CVN-78).

## Decorazioni
- Armed Forces Expeditionary Medal
- Global War on Terrorism Expeditionary Medal
- Kosovo Service Medal (2)
- National Defense Service Medal (2)
- Navy E Ribbon (11)
- Navy Meritorious Unit Commendation (2)
- Navy Unit Commendation (2)
- United Nations Medal